# UCI America Tour 2016
El UCI America Tour 2016 fue la duodécima edición del calendario ciclístico internacional americano. Se inició el 8 de enero de 2016 en Venezuela, con la Vuelta al Táchira y finalizó el 2 de octubre de 2016 con la Tobago Cycling Classic. En principio, se disputarían 24 competencias además de los Campeonatos Panamericanos, otorgando puntos a los primeros clasificados de las etapas y a la clasificación final, aunque el calendario puede sufrir modificaciones a lo largo de la temporada con la inclusión de nuevas carreras o exclusión de otras.

## Equipos
Los equipos que pueden participar en las diferentes carreras dependen de la categoría de las mismas. A mayor nivel de una carrera pueden participar equipos de más nivel. Por ejemplo los equipos UCI ProTeam, solo pueden participar de las carreras .HC y .1 y tienen cupo limitado de equipos para competir.
| Categoría      | Categoría                       | Equipos |
| -------------- | ------------------------------- | --- |
| .HC            | 1.HC (Carrera de un día)        | * ProTeam (max 65%) * Profesionales Continentales * Continentales * Selecciones nacionales                 |
| .HC            | 2.HC (Carrera de varios días)   | * ProTeam (max 65%) * Profesionales Continentales * Continentales * Selecciones nacionales                 |
| .1             | 1.1 (Carrera de un día)         | * ProTeam (max 50%) * Profesionales Continentales * Continentales * Selecciones nacionales                 |
| .1             | 2.1 (Carrera de varios días)    | * ProTeam (max 50%) * Profesionales Continentales * Continentales * Selecciones nacionales                 |
| .2             | 1.2 (Carrera de un día)         | * Profesionales Continentales * Continentales * Selecciones nacionales * Selecciones regionales * Amateurs |
| .2             | 2.2 (Carrera de varios días)    | * Profesionales Continentales * Continentales * Selecciones nacionales * Selecciones regionales * Amateurs |
| .Ncup (sub-23) | 1.Ncup (Carrera de un día)      | * Selecciones nacionales * Selecciones mixtas                                                              |
| .Ncup (sub-23) | 2.Ncup (Carrera de varios días) | * Selecciones nacionales * Selecciones mixtas                                                              |

## Carreras
Esta edición consta de 3 carreras de máxima categoría (.HC), 4 carreras de nivel (.1), y el resto de las carreras son del último nivel de categoría (.2). Además también forman parte las carreras en ruta y contrarreloj para élite y sub-23 del Campeonato Panamericano de Ciclismo en Ruta.

## Calendario
Las siguientes son las 24 carreras que componen actualmente el calendario UCI America Tour (actualizado por la UCI a noviembre de 2016)

### Enero
| Fecha | Carrera           | Cat. | Ganador          | Equipo        |
| ----- | ----------------- | ---- | ---------------- | ------------- |
| 8-17  | Vuelta al Táchira | 2.2  | Joseph Chavarria | Nestle Giant  |
| 18-24 | Tour de San Luis  | 2.1  | Dayer Quintana   | Movistar Team |

### Febrero
| Fecha | Carrera                       | Cat. | Ganador        | Equipo            |
| ----- | ----------------------------- | ---- | -------------- | ----------------- |
| 27-5  | Vuelta Independencia Nacional | 2.2  | Ismael Sánchez | Aero Cycling Team |

### Marzo
| Fecha | Carrera                     | Cat. | Ganador     | Equipo             |
| ----- | --------------------------- | ---- | ----------- | ------------------ |
| 18-27 | Vuelta Ciclista del Uruguay | 2.2  | Néstor Pías | Schneck-Alas Rojas |

### Abril
| Fecha | Carrera                     | Cat. | Ganador         | Equipo                       |
| ----- | --------------------------- | ---- | --------------- | ---------------------------- |
| 6-10  | Vuelta a Río Grande del Sur | 2.2  | Murilo Ferraz   | Funvic Soul Cycles-Carrefour |
| 21-24 | Joe Martin Stage Race       | 2.2  | Neilson Powless | Axeon Hagens Berman          |

### Mayo
| Fecha | Carrera                                     | Cat. | Ganador             | Equipo             |
| ----- | ------------------------------------------- | ---- | ------------------- | ------------------ |
| 4-8   | Tour de Gila                                | 2.2  | Lachlan Morton      | Jelly Belly        |
| 15-22 | Tour de California                          | 2.HC | Julian Alaphilippe  | Etixx-Quick Step   |
| 19    | Campeonato Panamericano Contrarreloj Sub-23 | CC   | José Luis Rodríguez | Chile              |
| 19    | Campeonato Panamericano Contrarreloj Elite  | CC   | Walter Vargas       | Colombia           |
| 21    | Campeonato Panamericano en Ruta Sub-23      | CC   | José Luis Rodríguez | Chile              |
| 22    | Campeonato Panamericano en Ruta Elite       | CC   | Jonathan Caicedo    | Ecuador            |
| 30    | Winston Salem Cycling Classic               | 1.1  | Ryan Roth           | Silber Pro Cycling |

### Junio
| Fecha | Carrera                          | Cat. | Ganador         | Equipo                 |
| ----- | -------------------------------- | ---- | --------------- | ---------------------- |
| 5     | The Philadelphia Cycling Classic | 1.1  | Eduard Prades   | Caja Rural-Seguros RGA |
| 9-12  | Grand Prix Cycliste de Saguenay  | 2.2  | Ryan Roth       | Silber                 |
| 13-26 | Vuelta a Colombia                | 2.2  | Mauricio Ortega | Coldeportes-Claro      |
| 15-19 | Tour de Beauce                   | 2.2  | Gregory Daniel  | Axeon Hagens Berman    |

### Julio
| Fecha | Carrera            | Cat. | Ganador           | Equipo             |
| ----- | ------------------ | ---- | ----------------- | ------------------ |
| 8-17  | Vuelta a Venezuela | 2.2  | Jonathan Monsalve | J.H.S. Aves        |
| 10    | Delta Road Race    | 1.2  | Ryan Roth         | Silber             |
| 29-7  | Tour de Guadalupe  | 2.2  | Damien Monier     | Bridgestone Anchor |

### Agosto
| Fecha | Carrera      | Cat. | Ganador        | Equipo      |
| ----- | ------------ | ---- | -------------- | ----------- |
| 1-7   | Tour de Utah | 2.HC | Lachlan Morton | Jelly Belly |

### Septiembre
| Fecha | Carrera         | Cat. | Ganador         | Equipo                        |
| ----- | --------------- | ---- | --------------- | ----------------------------- |
| 1-5   | Tour de Alberta | 2.1  | Robin Carpenter | Holowesko Citadel Racing Team |
| 10    | The Reading 120 | 1.2  | Oscar Clark     | Holowesko Citadel Racing Team |

### Octubre
| Fecha | Carrera                | Cat. | Ganador       | Equipo             |
| ----- | ---------------------- | ---- | ------------- | ------------------ |
| 2     | Tobago Cycling Classic | 1.2  | James Piccoli | PSL Cycling Club 1 |

## Clasificaciones finales
- Nota:  Las clasificaciones finales son:[3]

### Individual
La integran todos los ciclistas que logren puntos pudiendo pertenecer tanto a equipos amateurs como profesionales, inclusive los equipos UCI WorldTeam.
| Posición | Ciclista           | Equipo            | Puntos |
| -------- | ------------------ | ----------------- | ------ |
| 1.º      | Greg Van Avermaet  | BMC Racing Team   | 615    |
| 2.º      | Julian Alaphilippe | Etixx-Quick Step  | 570    |
| 3.º      | Jakob Fuglsang     | Astana Pro Team   | 475    |
| 4.º      | Rafał Majka        | Tinkoff           | 435    |
| 5.º      | Fabian Cancellara  | Trek-Segafredo    | 360    |
| 6.º      | Lachlan Morton     | Jelly Belly       | 326    |
| 7.º      | Rohan Dennis       | BMC Racing Team   | 295    |
| 8.º      | Robin Carpenter    | Holowesko Citadel | 277    |
| 9.º      | Joaquim Rodríguez  | Team Katusha      | 275    |
| 10.º     | Chris Froome       | Team Sky          | 270    |

| 11.º | Andrew Talansky         | 265 |
| 12.º | Jonathan Klever Caicedo | 250 |
| 13.º | Tom Dumoulin            | 250 |
| 14.º | Ryan Roth               | 245 |
| 15.º | Travis McCabe           | 240 |
| 16.º | Brayan Ramírez          | 228 |
| 17.º | Fabio Aru               | 225 |
| 18.º | Jonathan Monsalve       | 224 |
| 19.º | Evan Huffman            | 212 |
| 20.º | Rob Britton             | 183 |

### Equipos
A partir de 2016 y debido a cambios reglamentarios, todos los equipos profesionales entran en esta clasificación, incluso los UCI WorldTeam que hasta la temporada anterior no puntuaban. Se confecciona con la sumatoria de puntos que obtenga un equipo con sus 8 mejores corredores en la clasificación individual. La clasificación también la integran equipos que no estén registrados en el continente.
| Posición | Equipo              | Puntos |
| -------- | ------------------- | ------ |
| 1.º      | Holowesko Citadel   | 738    |
| 2.º      | Silber Pro Cycling  | 645    |
| 3.º      | Axeon Hagens Berman | 612    |
| 4.º      | Jelly Belly         | 581    |
| 5.º      | Rally Cycling       | 541    |

| 6.º  | Funvic Soul Cycles-Carrefour | 377 |
| 7.º  | Team Jamis                   | 374 |
| 8.º  | UnitedHealthcare             | 330 |
| 9.º  | Movistar Team América        | 306 |
| 10.º | Strongman Campagnolo Wilier  | 273 |

### Países
Se confecciona mediante los puntos de los 10 mejores ciclistas de un país, no solo los que logren en este Circuito Continental, sino también los logrados en todos los circuitos. E incluso si un corredor de un país de este circuito, solo logra puntos en otro circuito (Europa, Asia, África, Oceanía), sus puntos van a esta clasificación.
| Posición | País           | Puntos |
| -------- | -------------- | ------ |
| 1.º      | Colombia       | 2753,5 |
| 2.°      | Estados Unidos | 2008,5 |
| 3.º      | Canadá         | 1241   |
| 4.º      | Argentina      | 862,75 |
| 5.º      | Venezuela      | 721    |

| 6.º  | Chile      | 497,33 |
| 7.º  | México     | 463    |
| 8.º  | Costa Rica | 434    |
| 9.º  | Brasil     | 423,66 |
| 10.º | Ecuador    | 375,75 |

### Países sub-23
| Posición | Equipo         | Puntos  |
| -------- | -------------- | ------- |
| 1.º      | Colombia       | 1603,25 |
| 2.º      | Estados Unidos | 847,67  |
| 3.º      | Canadá         | 289     |
| 4.º      | Chile          | 174,33  |
| 5.º      | Venezuela      | 134     |

## Evolución de las clasificaciones
| Fecha            | Clasificación individual | Clasificación por equipos | Clasificación por países | Clasificación por países sub-23 |
| ---------------- | ------------------------ | ------------------------- | ------------------------ | ------------------------------- |
| 31 de enero      | Dayer Quintana           | Fortuneo-Vital Concept    | Colombia                 | Colombia                        |
| 29 de febrero    | Dayer Quintana           | Fortuneo-Vital Concept    | Colombia                 | Colombia                        |
| 31 de marzo      | Dayer Quintana           | Fortuneo-Vital Concept    | Colombia                 | Colombia                        |
| 30 de abril      | Dayer Quintana           | Fortuneo-Vital Concept    | Colombia                 | Colombia                        |
| 25 de mayo       | Jonathan Caicedo         | Holowesko Citadel         | Colombia                 | Colombia                        |
| 25 de junio      | Jonathan Caicedo         | Holowesko Citadel         | Colombia                 | Colombia                        |
| 25 de julio      | Jonathan Caicedo         | Holowesko Citadel         | Colombia                 | Colombia                        |
| 25 de agosto     | Greg Van Avermaet        | Jelly Belly               | Estados Unidos           | Estados Unidos                  |
| 25 de septiembre | Greg Van Avermaet        | Jelly Belly               | Estados Unidos           | Estados Unidos                  |
| 2 de octubre     | Greg Van Avermaet        | Holowesko Citadel         | Colombia                 | Colombia                        |
| Final            | Greg Van Avermaet        | Holowesko Citadel         | Colombia                 | Colombia                        |